# Isola di Albarella
L'isola di Albarella è un'isola situata nel mare Adriatico settentrionale, vicino al delta del Po.

## Geografia
È compresa nel comune di Rosolina, in provincia di Rovigo. L'isola misura 3,5 km di lunghezza per 1,5 di larghezza; l'estensione è di circa 528 ettari, con 152 abitanti al censimento del 2001. Si ritiene che la sua formazione sia dovuta all'accumulo dei detriti portati dalle piene del fiume Po.
Albarella si trova nel territorio del Parco regionale del delta del Po.

## Storia
La storia del territorio circostante a Rosolina è molto antica: la zona fu fortemente soggetta al dominio dei Romani e dei barbari e in seguito al dominio della Repubblica di Venezia. L'ampio territorio, che si formò a seguito di alluvioni avvenute nel XII secolo e della deviazione del corso del Po verso sud tra il 1600 e il 1604 con il Taglio di Porto Viro, fu ampiamente sfruttato dalla Repubblica di Venezia. Questa divise e mise all'asta il territorio formatosi su depositi alluvionali tra specchi d'acqua e isola.
Da allora il territorio dell'Isola di Albarella, segnato da catastrofi naturali e alluvioni, fu ceduto a varie famiglie nobili e di ricchi proprietari. I Conti Vianelli cedettero l'isola nel 1941 al Cavaliere Roberto Scagliarini, che tanto amò questa terra dove visse a lungo con la sua famiglia, ma che fu costretto a lasciare nel 1959 a causa dei numerosi allagamenti. Nuovi proprietari furono i fratelli Pasotto, ricchi imprenditori veronesi che pochi anni dopo, in seguito a tante difficoltà di gestione del territorio, cedettero l'isola al conte Augusto Chiericati. Chiericati, impegnato sul fronte di investimenti all'estero, delegò l'avvocato Armando Pedrazzini a interessarsi dell'isola. Pedrazzini cominciò quindi a pensare all'idea di un grande progetto turistico, ma Chiericati, forse scoraggiato dalla disastrosa situazione di vero sfacelo, abbandonò il progetto Albarella. Pedrazzini non si diede per vinto e promosse una serie di contatti, riuscendo ad attirare l'interesse di investitori internazionali.
Nel 1967 venne presentato alla Camera di Commercio di Rovigo il «Progetto Albarella», volto a migliorare l'offerta turistica dell'isola.
Nel 1980 ripresero ulteriori investimenti nella zona est dell'Isola di Albarella, dove da diversi anni ogni attività era rimasta bloccata. L'isola crebbe e si adeguò nelle strutture e nei servizi. Albarella da allora cambiò volto; in essa attualmente è infatti possibile trovare spazi alla portata di esigenze diversificate.
Nel 1988 le attività turistiche e commerciali sono state acquisite dal gruppo Marcegaglia, che tramite la controllata Albarella S.p.A. mantiene il possesso del 30% delle proprietà immobiliari.

## Vegetazione
La vegetazione è costituita principalmente da macchia mediterranea.
Si stima che siano presenti circa 2 milioni di alberi di 150 specie arboree diverse, tra cui vanno menzionati il pino marittimo e il pioppo bianco (Populus alba), da cui l'isola prende il nome.
L'evento meteorologico eccezionale del 10 agosto 2017 (downburst) si stima abbia abbattuto circa 5000 alberi di grandi dimensioni. È in corso uno studio per il ripristino del verde.

## Infrastrutture
L'isola è accessibile tramite un argine artificiale, ma l'ingresso è interdetto ai non autorizzati.